# The Room: Old Sins
The Room: Old Sins (с англ. — «Комната: Старые грехи») — инди-игра и мистическая головоломка, разработанная независимой британской студией Fireproof Studios. Игра была изначально выпущена в январе 2018 года для устройств с операционной системой iOS, позже для мобильных устройств Android, а 11 февраля 2021 года на Windows в сервисе Steam. Суть Old Sins сводится к тому, что игрок должен исследовать комнаты кукольного домика, представленные в виде карманных измерений, изучать предметы и мебель на наличие тайников и скрытых головоломок.
Old Sins является очередной созданной игрой во франшизе The Room, однако отличается тем, что предлагает отдельную сюжетную линию.
Критики в основном благосклонно отнеслись к игре, поставив ей среднею оценку 86 баллов из 100 возможных. Они похвалили идею кукольного домика, с помощью которой создатели сумели ввести большое разнообразие локаций, как в The Room Three но и вернуться к концепции закрытых пространств и изучения шкатулок.

## Игровой процесс

Задача игрока — исследовать все уголки кукольного домика и найти нулевой элемент

The Room: Old Sins, как и её предшественницы представляет собой мистическую трёхмерную головоломку, где игрок должен изучать окружающее пространство и мебель на наличие скрытых дверц и выдвижных ящиков. Игровой процесс аналогичен предыдущим играм серии The Room, игрок исследует потайные места, должен находить, ключи, ручки от шкафа, диски или другие фрагменты. С помощью них, игрок может открыть новые дверцы и сталкиваться с новыми головоломками. Для их решения игроку зачастую надо манипулировать предметами, поворачивать, перемещать их и подбирать правильные комбинации, которые в свою очередь можно узнать с помощью скрытых подсказок. Особенность данной игры заключается в том, что её основное место действия происходит в кукольном домике, скрывающем карманные измерения в виде жилых комнат. Как и в The Room Tree игроку для разгадывания тайн потребуется перемещаться между комнатами.
Игрок может собирать найденные предметы в инвентаре и пользоваться волшебным окуляром, позволяющим перемещаться между карманными измерениями кукольного домика, а также видеть сквозь предметы и находить фигуры, скрытые в других измерениях. Решение головоломок с фигурами из скрытого измерения не сходится с законами физики, например игрок должен подобрать правильный ракурс, чтобы фрагменты сложились в правильный узор, таким образом из «неоткуда» появляются новые предметы или же меняется её форма. Даже если игрок не пользуется окуляром, игра подсказывает о наличии скрытых измерений с помощью блёсток или перламутрового оттенка на предметах.

### Сюжет
The Room: Old Sins предлагает историю, независимую от предыдущих частей The Room. Герой попадает в усадьбу богатой пары Вальдегрейвов: Эдварда, амбициозного инженера и Эбигейл, его жены, родом из высшего общества, на которой Эдвард женился ради повышения своего общественного статуса. Пара однако исчезла при таинственных обстоятельствах. Герой находит на чердаке дома заколдованный кукольный домик, который связан как то с нулевым элементом, создавшем внутри домика карманные измерения, повторяющие интерьер самого дома. По мере решения загадок, герой находит заметки, оставленные Эдвардом и Эбигейл, повествующие о том, что Эдвард, отвергаемый научным сообществом в отчаянии связался с таинственными людьми, предложившими ему изучить фрагмент нулевого элемента. Эбигейл обратила внимание на то, что разум и рассудок Эдварда начал постепенно угасать, а сам «ноль» начал постепенно искажать реальность внутри их дома. Эбигейл в отчаянии попыталась вразумить Эдварда но он только впадал в ярость и отдалялся от неё. Эбигейл стала замечать присутствие потустороннего существа, искажающего реальность в доме и решила сбежать, предварительно спрятав «ноль» в чердаке поместья и списав имеющиеся наработки Эдварда. Доведённый до безумия, Эдвард отчаянно искал «ноль» и Эбигейл, но был обречён застрять во множественных измерениях, созданных неким существом. Данное создание судя по всему стремилось защитить «ноль», создавая измерения-лабиринты. Единственный способ противостоять созданию — успешно решить множественные головоломки, которыми оно испещрило все пространства своих карманных измерений. В конце концов, yправляемый персонаж находит тело Эдварда, получает доступ к фрагменту «ноль» и помещает в свой чемодан. Как выясняется, герой является членом тайного сообщества, собирающего фрагменты «ноль» для неких грандиозных замыслов. Данное сообщество также намерено найти сбежавшую Эбигейл, в чьих руках оказались ценные разработки и тайная информация об ордене.

## Разработка и выход
Как и предыдущие части во франшизе The Room, Old Sins была разработана на движке Unity. Анонс игры состоялся 6 марта 2017 года, а выход — 23 января 2018 года. Отвечая на вопрос о задержке выхода версии на Android, разработчики объяснили это тем, что при создании игры в первую очередь они стараются избавиться от всех внутриигровых ошибок на iOS, прежде чем сосредоточится на работе над версией для Android. Они также заметили, что Аndoid поддерживают устройства с широким диапазоном скоростей ЦП, размером оперативной памяти и разрешений экрана, включая разные версии самой оперативной системы и надстройки, поставляемые фирмой мобильного устройства. Прежде чем выпускать игру на Android, команда выпустила открытую бета-версию, предназначенную для тестирования игры и выявления всех возможных внутриигровых ошибок. 11 февраля 2021 года игра появилась на платформе Windows в сервисе Steam с улучшенной графикой.

## Восприятие
| Сводный рейтинг    | Сводный рейтинг |
| Агрегатор          | Оценка          |
| ------------------ | --------------- |
| Metacritic         | 86/100          |
| Иноязычные издания |                 |
| Издание            | Оценка          |
| TouchArcade        | [ 2 ]           |
| Game Informer      | 8,25            |
| 148Apps            | [ 7 ]           |
| Multiplayer.it     | 8,5/10          |
| God is a Geek      | 8,0             |
| Metro GameCentral  | 7/10            |

Игровые критики в целом оставили положительные оценки об игре. Средняя оценка по на агрегаторе Metacritic составила 86 баллов из 100 возможных.
Критик сайта Taoucharcade заметил, что каждая игра франшизы The Room привносила что-то оригинальное и повышала ставки. Если первые две игры сосредотачивались на исследовании шкатулок и закрытых пространств, то The Room Three перевела акцент на изучение игрового мира, став больше похожей на игру Myst, что обрадовало одних игроков, но разочаровало других, обвинивших третью часть в отходе от своего изначального жанра. В итоге факт того, как преподнесёт себя четвёртая часть франшизы становилась причиной волнений среди фанатов. Критик же заметил, что игре The Room: Old Sins удалось удержать планку, предоставив большое разнообразие локаций, как и в третьей части, но и возвращаясь к концепции первых двух игр — «изучению коробки, испещрённой головоломками». Критик заметил, что создатели поступили крайне умно, предоставив все пространства в виде кукольного домика. С точки зрения игрового процесса, игра аналогична своим предшественникам, отдельно критик оценил качественную графику, приспособленную для работы на современном мобильном оборудовании. Критик также указал на то, что головоломки стали сложнее, а игрок чаще будет сталкиваться с ситуацией, когда понятия не имеет, «зачем ему это вещи в инвентаре», чтобы в итоге обнаружить для себя необычные комбинации. Одновременно щадящая система подсказок не позволит но одному игроку застрять в прохождении.
Бен Ривз с сайта Game Informer заметил, что создание интерфейса с сенсорным экраном всегда крайне сложно для разработчиков, в одном случае данная проблема решается добавлением «неуклюжего» эмулятора контроллера на боковом экране, другие же создатели создают настолько простые действия, что в итоге страдает игровой процесс. Игра The Room является по мнению критика достижением идеального баланса и «предоставляет неотразимые загадки с ограниченным интерфейсом и захватывающие весь мозг игрока». Ривз признался, что его поразила любовь к мелким деталям окружающего пространства, а его изучение вызовет у игрока восхищение. Критик также заметил, что за часы провождения в игре не разу не сталкивался с тем, что «делал что-то одно и тоже дважды», одновременно сложность головоломок сбалансирована. Бен, аналогично критику Taoucharcade также оценил решение создателей вместить всё пространство в кукольный домик, с одной стороны возвращаясь к идее первых игр, но и одновременно предоставляя игроку большое разнообразие локаций. Изучение головоломок требует перемещение по комнатам домика, что делает The Room: Old Sins больше похожей на приключенческую игру. Критик подытожил, что на фоне современных тенденций в игровой индустрии, где почти все игры пытаются нажиться на потребителе с помощью лутбоксов или платных DLC, Old Sins предлагает за одноразовую плату богатый и подгружающий игровой процесс.
Критик сайта God is a Geek также похвалил игру за её мрачную атмосферу, любовь к мелким деталям и интерактивным головоломкам. В отличие от The Room Three, игра очень удобно осуществляет перемещение между комнатами, замаскированными под кукольный домик, тем не менее критик считает, что Old Sins лишилась той масштабности, стала короче, а её головоломки — несколько проще. Однако критик по-прежнему считает Old Sins достойной игрой, стоящей того, чтобы её первой попробовать игроку, ещё не знакомому с франшизой. Похожее мнение оставил критик сайта Metro.co, заметив, что в отличие от The Room Three, больше похожей на Myst, Old Sins возвращается к концепциям первых игр изучения ограниченных пространств. В остальном же она не предлагает каких-либо инновационных элементов и, наоборот, получилась менее масштабной и с более коротким прохождением.